# Dzo
O dzo é um animal híbrido entre o yak e uma vaca. A palavra DZO tecnicamente refere-se a um híbrido do sexo masculino, enquanto que uma fêmea é conhecido como um dzomo ou zhom.[carece de fontes?] Romanizações alternativas dos nomes tibetanos incluem dzho, zho e zo. Em mongol é chamado khainag (хайнаг). Há também o idioma Inglês termo maleta do yakow; uma combinação de palavras de iaque e vaca, embora isso raramente é usada.
Dzomo são férteis (ou, fecundo), enquanto dzo são estéreis. Como eles são um produto do fenômeno genético híbrido da heterose (vigor híbrido), eles são maiores e mais fortes do que yak ou gado da região. Na Mongólia e Tibete, khainags são pensados para ser mais produtivo do que o gado ou yaks em termos de produção de leite e carne.
Dzomo pode ser atravessado de volta. Como resultado, muitos iaques ou puros gado supostamente puros provavelmente transportar material genético de cada um. Na Mongólia e Tibete, o resultado de uma khainag cruzou com qualquer um touro doméstico ou yak touro é chamado ortoom (três quartos de raça) e um ortoom cruzada com um touro ou touro yak domésticos resulta em uma usan güzee.